# International Superstar Soccer (videojuego)
International Superstar Soccer, conocido en Japón como Perfect Eleven, es la primera entrega de la saga de videojuegos homónima, desarrollada por Konami Computer Entertainment Osaka para Super Nintendo. El juego se puso a la venta en Japón en noviembre de 1994, y llegó al mercado europeo y norteamericano a mediados del año siguiente.

## Características
International Superstar Soccer se distingue de otros competidores, como la primera entrega de la saga FIFA o Sensible Soccer, por su apartado gráfico, similar al de simuladores deportivos para recreativas. El juego apuesta por una puesta en escena cercana a la de una retransmisión por televisión, con unos jugadores definidos e identificables. Los nombres son ficticios, pero cada futbolista cuenta con su propio dorsal, siendo uno de los primeros juegos para consolas de sobremesa en incluirlo, y algunos presentaban rasgos distintivos en el peinado y altura. Por ejemplo, en Italia Galfano tiene una coleta similar a la de Roberto Baggio. Hay 123 equipos, cada uno con quince miembros.
Respecto a la jugabilidad, ISS cuenta con tres niveles. Las animaciones de los jugadores, que se mueven por el campo en ocho direcciones, permiten hacer algunas jugadas complejas como combinaciones de pases, regates o remates de distintas formas. Los controles pueden ser complicados al comienzo del juego, por lo que se incluye un modo de entrenamiento para perfeccionarlos. Para hacer un simulador lo más fiel posible, se introdujo la regla del fuera de juego y sustituciones durante el partido. Se pueden ejecutar tácticas para adelantar o retrasar posiciones, aunque no se puede hacer durante el partido.
Dentro de las opciones, el juego cuenta solo con tres estadios, más tres modos de climatología: sol, lluvia y nieve. Destaca la posibilidad de elegir entre tres árbitros distintos, cada uno con un estilo propio. En las opciones, se pueden quitar los fueras de juego, las faltas y las tarjetas, lo que permite crear un estilo de juego más arcade, si así se desea. En el apartado sonoro, hay efectos para la afición y un comentarista, aunque su voz solo se oye cuando empieza el partido o  se marca un gol.

## Modos de juego
International Superstar Soccer incluye un modo de amistosos, lanzamientos de penalti y dos torneos. El primero es una liga llamada World series, en el que el jugador se enfrenta entre todas las selecciones disponibles en el juego máximo 24 de las 26 de ellas. El segundo es un torneo de copa que emula al Mundial de Estados Unidos 1994 con el nombre International cup, con su respectiva fase eliminatoria final.
Otro de los modos destacados es el Escenario, que permite al jugador elegir entre nueve partidos distintos en momentos críticos del mismo, cada uno con un tipo de dificultad distinto. El objetivo es remontar el partido, y si el resultado final es empate se considera una derrota. También hay un modo de entrenamiento, con cuatro niveles, en los que el jugador puede probar sus habilidades en un tiempo limitado.

## Selecciones
Como dato curioso, en la versión japonesa aparecen las selecciones que participaron en la hexagonal final de la AFC Asia rumbo a la Copa del Mundo de 1994 en la versión Japonesa.
Selecciones de la primera versión lanzada en 1994:
Europa UEFA
 Alemania
 Austria (*)
 Bélgica
 Bulgaria
 Dinamarca (*)
 Escocia (*)
 España
 Francia
 Gales (*)
 Inglaterra (*)
 Irlanda
 Italia
 Noruega (*)
 Países Bajos
 Gran Bretaña (J)
 Rumania
 Rusia (*)
 Suecia
 Suiza (*)
América del sur C. S. F. CONMEBOL
 Argentina
 Brasil
 Colombia
América del norte y centro Concacaf
 Estados Unidos
 México
Asia Y Africa AFC Asia, CAF África
 Arabia Saudita (J)
 Corea del Sur
 Irak (J)
 Irán (J)
 Japón (J)
 Camerún
 Nigeria
(J) Solo disponibles en la versión japonesa.
(*) Solo disponibles en las versiones fuera de Japón.